# Samarjai Máté János Alapítvány
A Samarjai Máté János Alapítvány egy Mosonmagyaróvárott működő alapítvány.
Székhelye: 9200 Mosonmagyaróvár, Hunyadi u.4. Képviselője: Csáfordy Julianna lelkipásztor

## Céljai
Mosonmagyaróvár városában a református egyházközség épületeinek karbantartásához, bővítéséhez szükséges anyagi eszközök biztosítása, az egyházi épületek berendezéseinek modernizálása, azok gyarapítása, a szórványokban lévő egyházi épületek karbantartása, a szórványokban lévő református közösségeknek imaház építése, a református gyülekezeti élet elősegítése, és gyülekezet tagjai között végzendő diakóniai munka támogatása, mind az anyaegyházban, mind a szórványokban élő tagok között, a református gyülekezetben folyó gyermek- és ifjúsági munka végzésének elősegítése, a református fiatalok oktatásának támogatása, egyházi középiskolákban, hittudományi karokon, kántorképzőben.